# Гагенбюхах
Гагенбюхах (нім. Hagenbüchach) — громада в Німеччині, розташована в землі Баварія. Підпорядковується адміністративному округу Середня Франконія. Входить до складу району Нойштадт-на-Айші–Бад-Віндсгайм. Складова частина об'єднання громад Гагенбюхах-Вільгельмсдорф.
Площа — 11,50 км2. Населення становить 1608 ос. (станом на 31 грудня 2020).

## Галерея

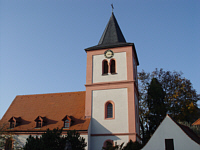